# Евксиноградски фар
Евксиноградският фар се намира в Евксиноградското пристанище край двореца „Евксиноград“.
През 1903 г. „Безименно акционерно дружество за направа на Варненското пристанище“ сключва договор с държавата за построяването на Евксиноградското пристанище. трябва да се изгради 60-метров вълнолом. През 1907 г. се сключва нов договор, който предвижда вълноломната стена да се удължи с още 60 m. Работата завършва през 1910 г. и след това на западния край на вълноломната стена е поставен автоматичен фар. Бялата кръгла каменна кула е висока 15,9 m, като постоянната светлина се издига на 18,5 m над морското равнище и е видима на 6 мили разстояние.
До 15 май 1947 г. светлината на Евксиноградския фар е бяла и постоянна. След това се поставя червен глобус на електрическата крушка, за да се различава от светлините на вилите по брега около двореца. Фарът на Евксиноград има значение за малките плавателни съдове, плаващи близо до брега.